# Frangepán Ferenc Kristóf
Gróf Frangepán Ferenc Kristóf (horvátul: Fran Krsto Frankopan; Bosiljevo, 1643. március 4. – Bécsújhely, 1671. április 30.) a Frangepán családból származó horvát főnemes, Terszati őrgróf, költő, a Horvátországban hatalmas birtokokkal rendelkező család utolsó férfi tagja. Ogulini kapitány. A Wesselényi-összeesküvés egyik vezetője.

## Családja
Az ország egyik legnagyobb hatalmú családjába született 1643. március 4-én gróf Frangepán Farkas Kristóf Terszat grófja és harmadik felesége, Paradeyser Mária fiaként. Apjának négy felesége volt. Az első feleségtől Beriszló Borbálától született Gáspár ogulini kapitány. Második feleségétől Ignozer Orsolyától született György, aki királyi főudvarmester lett, valamint Anna Katalin, aki Zrínyi Péterhez ment feleségül. Frangepán Ferenc Kristófnak feleségétől Julia De Naro márkinőtől egy lánya született Flóra, aki kolostorba vonult és Ozolyi Flóra néven költőként és műfordítóként alkotott.

## Élete
Ferenc Kristóf már kisgyermekként anya nélkül maradt, és mindössze 9 éves volt, amikor 1652-ben édesapja is meghalt. Iskoláztatásáról csak részleges adatok állnak rendelkezésre. 1654-ben beiratkozott a grazi jezsuita egyetemre. Az itáliai Frangipani nemesi családdal ápolt családi kapcsolatainak köszönhetően Itáliában élt, és 1656-ban megörökölte Nemi városát, amivel megkapta a márki címet. Valószínűleg itáliai utazásai során vette feleségül Julia Anna di Narót, Antonio Barberini bíboros unokahúgát. Itáliából való hazatérése után 1661-től brežicei birtokán élt. 1663-ban részt vett az Otocsán melletti jurajevi stijenei csatában, amelyben a sógora, Zrínyi Péter vezette horvát sereg legyőzte a török túlerőt. 1666-67-ben helyreállította és megerősítette Novigrad várát. Ogulini kapitány címét és jövedelmét élvezve a zenggi kapitányságot is meg akarta szerezni, amit 1669-ben az osztrák katonai közigazgatás megakadályozott, sőt az ogulini kapitányságot is elveszítette.

## Politikai szerepe és halála
A bécsi udvar politikájával, különösen a vasvári béke után elégedetlen volt, és közvetlenül az ogulini kapitányság elvesztésétől ösztönözve, sógora rábeszélésére 1669-ben úgy döntött, csatlakozik a horvát és magyar nemesség udvarellenes összeesküvéséhez Wesselényi-összeesküvéshez. Főleg diplomáciai feladatokat látott el. Zrínyi Péter kérésére lefordította olaszra Wiśniowiecky lengyel királyhoz írt levelét, amelyben Zrínyi lengyel segítséget kért. Az összeesküvés előkészítésének részeként 1670 március 9-én levelet küldött Čolnić kapitánynak a kulpamenti Sredičkóba, amelyben nyíltan kinyilvánította szövetségét a törökkel. A levélben egyebek mellett azt írja: „alig várom a percet, hogy süvegeink a turbánokkal egyesüljenek. A német süvegek – istenemre repülni fognak.”
Március 20-án a zágrábi Gradec polgárait a bánhoz való csatlakozásra szólította fel, majd 24-én a brezovicai száborban a horvát nemesség körében is igyekezett ellenállást szervezni. Nem várva meg a megígért török segítséget és alábecsülve a krajnai császári haderőt, mindössze 300 lovassal felkelést indított. Emberei elfogtak egy élelmiszerszállítmányt, mely a császári őrségnek volt szánva, majd elhajtották a petrinyai határőrök marháit és más erőszakosságokat is elkövettek. Herberstein károlyvárosi főkapitány anélkül, hogy az udvar utasítását bevárta volna, már március 22-én kisebb sereggel a felkelők ellen ment, egy csapatukat szétverte, majd ezután Frangepánt kezdte üldözni, aki hamarosan ráébredt, hogy egyedül van, és a megígért török segítség is elmaradt. Ezért sógoránál, Csáktornyán keresett menedéket,  ahonnan április 12-én Zrínyivel együtt Bécsbe indult, hogy bocsánatot kérjen a császártól. Spankau stájer főkapitány már másnap benyomult a Muraközbe és ellenállás nélkül elfoglalta Csáktornyát. A németeknek nemcsak minden hadieszközt elvittek, hanem teljesen kirabolták a várat is annyira hogy, még élelmet sem hagytak. Eztán Zrínyi és Frangepán összes várai ellenállás nélkül megadták magukat.  Egy hét leforgása alatt helyreállította a rendet a császári sereg, miközben az összes lefoglalt jószágot teljesen elpusztította. Amit a németek nem tudtak elvinni, azt összetörték, még a márványszobrokat is. Megindultak az elfogatások, és mindazok, kik Zrínyivel rokonszenveztek, börtönbe jutottak.  Zrínyi és Frangepán április 17-én értek Bécsbe, ahol mindkettőjüket rögtön őrizetbe vették, és vizsgálat alá helyezték. Frangepánt leginkább a Čolnićnak írt levél miatt vádolták, amely a vizsgálatot végzők kezébe került. Októberben hazaárulás vádjával mindkettőjüket átszállították a bécsújhelyi börtönbe. Zrínyivel együtt rendkívüli bíróság elé állították, fő- és jószágvesztésre ítélték és Bécsújhelyen 1671. április 30-án mindkettőjüket lefejezték. A bécsújhelyi börtönben írt versei a horvát nyelvű barokk líra jeles alkotásai. Ugyancsak ekkor fordította horvátra Molière „Dandin György” című művét. Vagyonát elkobozták. Felesége, Julia Anna 1670 áprilisában Itáliában, Frangepán Orfeo mellett keresett menedéket, végül apácaként halt meg a római Szent Péter-kolostorban. Lánya Frangepán Flóra később apácaként Ozolya Flóra álnéven fordított műveket latinból.

## Irodalmi munkássága
Frangepán Ferenc Kristóf irodalmi munkássága iránti érdeklődés 1871-ben kezdődött, amikor kivégzésének 200. évfordulójára készülve Franjo Rački történész, publicista és Ivan Kostrenčić író a Bécsi Állami Levéltárban tanulmányozta kéziratos hagyatékát és talált benne egy „Gartlic za čas kratiti” (Nyugalom kertje) című lírai gyűjteményt, valamint néhány, a gyűjteményben nem szereplő verset, közmondásgyűjteményt, rejtvénygyűjteményt, „A világvége trombitája” című prózarészletet, és Molière Dandin György című művének első horvát nyelvű fordítását.  A kéziratban olasz szövegek is voltak: több költemény, valószínűleg az övé, több, azonosítatlan szerzőségű olasz akadémiai értekezés, valamint Leopold Wilhelm osztrák herceg Crascente álnéven írt Diporti című olasz nyelvű líragyűjteménye. 
 Ivan Kukuljević Sakcinski 1881-ben az Isztrián találta meg „Divoto pianto” címmel írt latin költeményének második kiadását, amelyet 1894-ben Loretóban nyomtattak ki, és amely eredetileg 1656-ban jelent meg Maceratában. Irodalmi munkássága történelmileg sokrétű. Kever benne régi és új, mesterséges és népi, rendkívül irodalmi és népszerű elemeket.
Irodalmi munkásságának magját lírai versek alkotják, amelyek három részre tagolódnak. Ezek közül a legnagyobb a kiterjedt Gartlic kollekció, mely 109 különböző hosszúságú, formájú és jellegű dalt tartalmaz. A fennmaradó dalok két kisebb ciklust alkotnak: áhítatos dalok és a Diákhősök (Dijačke junačke). A második ciklus népi, mértékes, többnyire tízedes mértékű és népdalstílusú balladakompozíciókból és vallásos énekekből áll. Nem világos, hogy miért zárta ki ezeket a dalokat a Gartlicból, mert vannak olyan dalok, amelyek hasonlóak a két mellékciklushoz. A dalokat a metrikai sokszínűség jellemzi, és különböző státuszú, különböző időbeniséggel rendelkező mintákhoz, hagyományokhoz kapcsolódnak.  47 verset (Ježić) találtak fordításban és szabad utánzatban Crescente olasz nyelvű Diporti gyűjteményéből, amely az átiratban nála volt a börtönben. A Crescente-től vett néhány szerelmes dalt, és még inkább moralista és vallásos dalokat, amelyek egy részét a Gartlicba foglalta, a többiből pedig önálló vallásos énekciklust komponált. A fennmaradó dalok közül 14 „compositio mea” (saját kompozíció) jelzést kapott, a többiek eredete ismeretlen. A nem közvetlen Crescente hatása alatt született versek csoportjában is találhatók ismert verstípusok, de olyanok is, amelyeknek példaképei nem találhatók a reneszánsz és barokk líragyűjteményekben. A 14 eredeti versből álló csoportban olyan erotikus témák találhatók (Zornica nasladna, Srićno u ljubavi prigodjenje, Vzimanje dobro snage), amelyek inkább a középkori lírára, mint a kora újkori költészetre emlékeztetnek. Történelmileg távolabbi hatások is fellelhetők azokban a versekben, amelyekben nincsen meg Crescente hatása, és nem viselik az ő szerzői stílusát. Itt is vannak petrarkista ihletésűek, de líraibb típusok is, amelyek a reneszánsz és posztreneszánsz költészetben, sőt a műköltészetben is teljesen szokatlanok. Megjelennek a durva és nyílt erotikus dalok, mint a "compositio mea" jelzésű csoportban, de a népi hangvételű dalok is.

## Sírja
Frangepán tetemét Zrínyiével együtt Bécsújhelyen közös sírkő alá temették. Sírfeliratuk: „Hoc in tumulo jacent Comes Petrus Zrinyius Banus Croatiae et Marchio Franciscus Frangepan ultimus familiae, qui quia coecus coecum duxit, ambo in hanc foveam cecidere”.
E sorok után egy palloson nyugvó két halálfej van kivésve, amely alatt a következő sorok olvashatóak:

Discite mortales, casu discite nostro,

Observare fidem Regibus atque Deo.

Anno Dei MDCLXXI. Die XXX. aprilis

Hora IX. Ambitionis meta est tumba.
Csontjait Zrínyi Péterrel együtt 1919. április 28-án szállították Bécsújhelyről Zágrábba, majd 1919. április 30-án a zágrábi katedrális sírboltjába temették el. A katedrálisban déli hajó sarkában találjuk Zrínyi Péter és Frangepán Ferenc Kristóf emléktábláját és szobrait, akik a főoltár mögötti sírban fekszenek.

## Emlékezete
Zrínyi és Frangepan tragikus sorsa a 19. században a horvát túlélési harc szimbóluma és az egyik legnagyobb nemzeti mítosz lett. Állandó ihletője az irodalmi, művészeti és zenei alkotásoknak: A. Harambašić, Mučenici (Mártírok, 1881) és Orao i sokolovi (Sas és sólymok, 1882); E. Kumičić, Urota Zrinsko-Frankopanska (A Zrínyi-Frangepán összeesküvés, 1893); H. Dragošić, Posljednji Zrinski (Az utolsó Zrínyi, 1898); Miro Gavran, Urotnici (Összeesküvők, 1985); F. Quiquerez, Posljednji časovi P. Zrinjskoga i Krste Frankopana (Zrínyi Péter és Frangepán Kristóf utolsó órái, 1883); O. Iveković, Oproštaj Zrinskog i Frankopana od Katarine Zrinske (Zrínyi és Frangepán búcsúja Zrínyi Katalintól, 1886, 1903); I. Zajc, Fantazija Zrinjskoga i Frankopana (Zrínyi és Frangepan fantázia, 1871) és Zrinsko-Frankopanska (Zrínyi-Fragepán kórusmű, 1883); V. Antunović, Davorija Zrinsko-Frankopanska (Zrínyi-Frangepán, 1919); I. Muhvić, Zrinski i Frankopan (Zrínyi és Frangepán, zenekari nyitány, 1919). Ide tartozik még Madarász Viktor híres festménye, Zrínyi és Frangepán a bécsújhelyi börtönben.

## Galéria

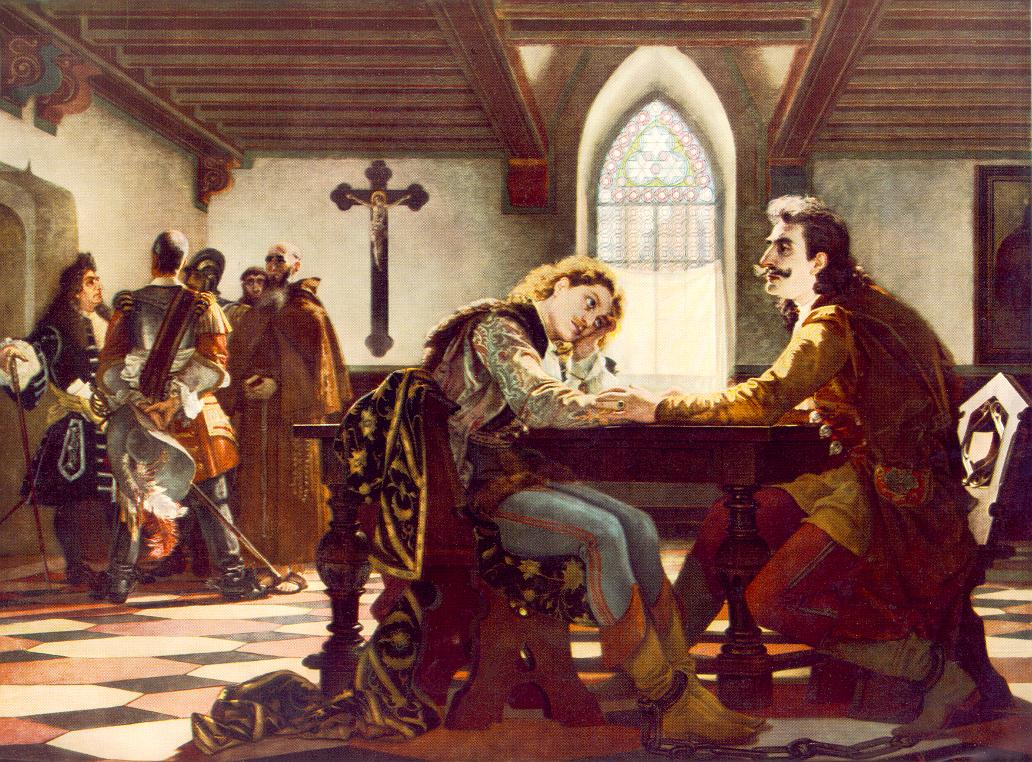
Zrínyi és Frangepán a börtönben (Madarász Viktor festménye)
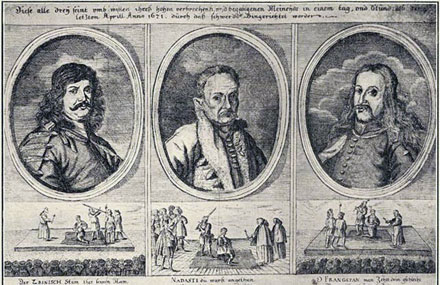
Röplap Zrínyi, Frangepán és Nádasdy kivégzéséről
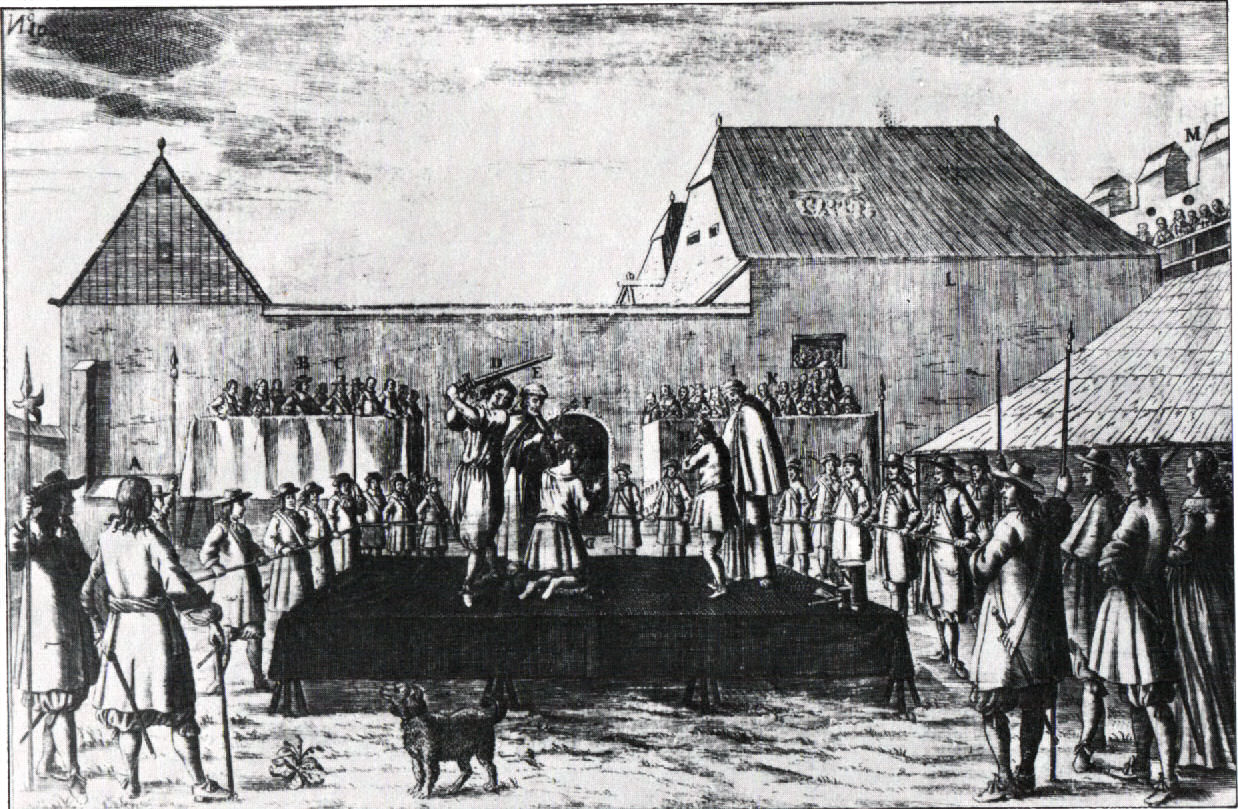
Zrínyi és Frangepán lefejezése Bécsújhelyen
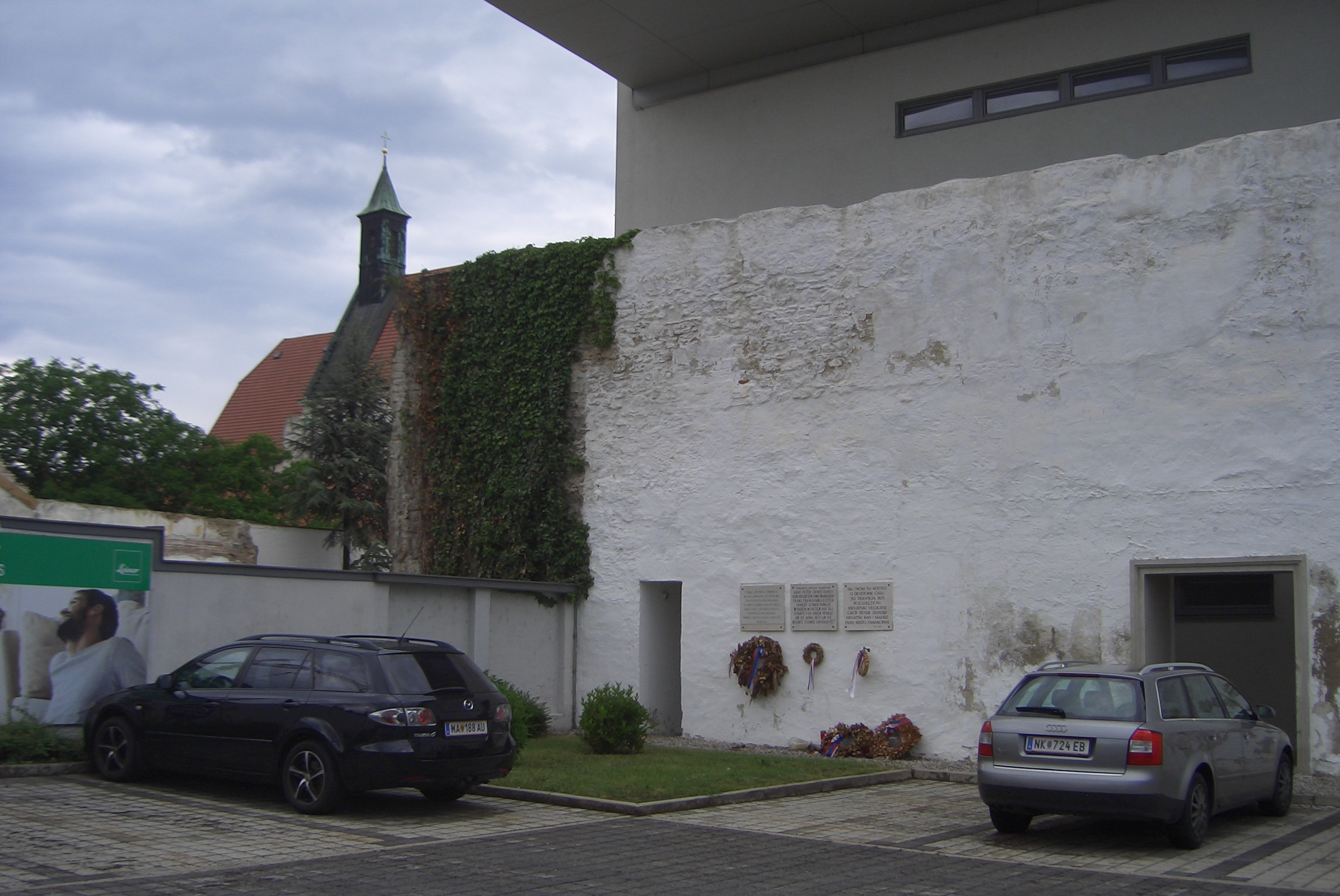
Emléktáblák a vesztőhelyen, Bécsújhely déli városfalán, német, horvát és latin felirattal
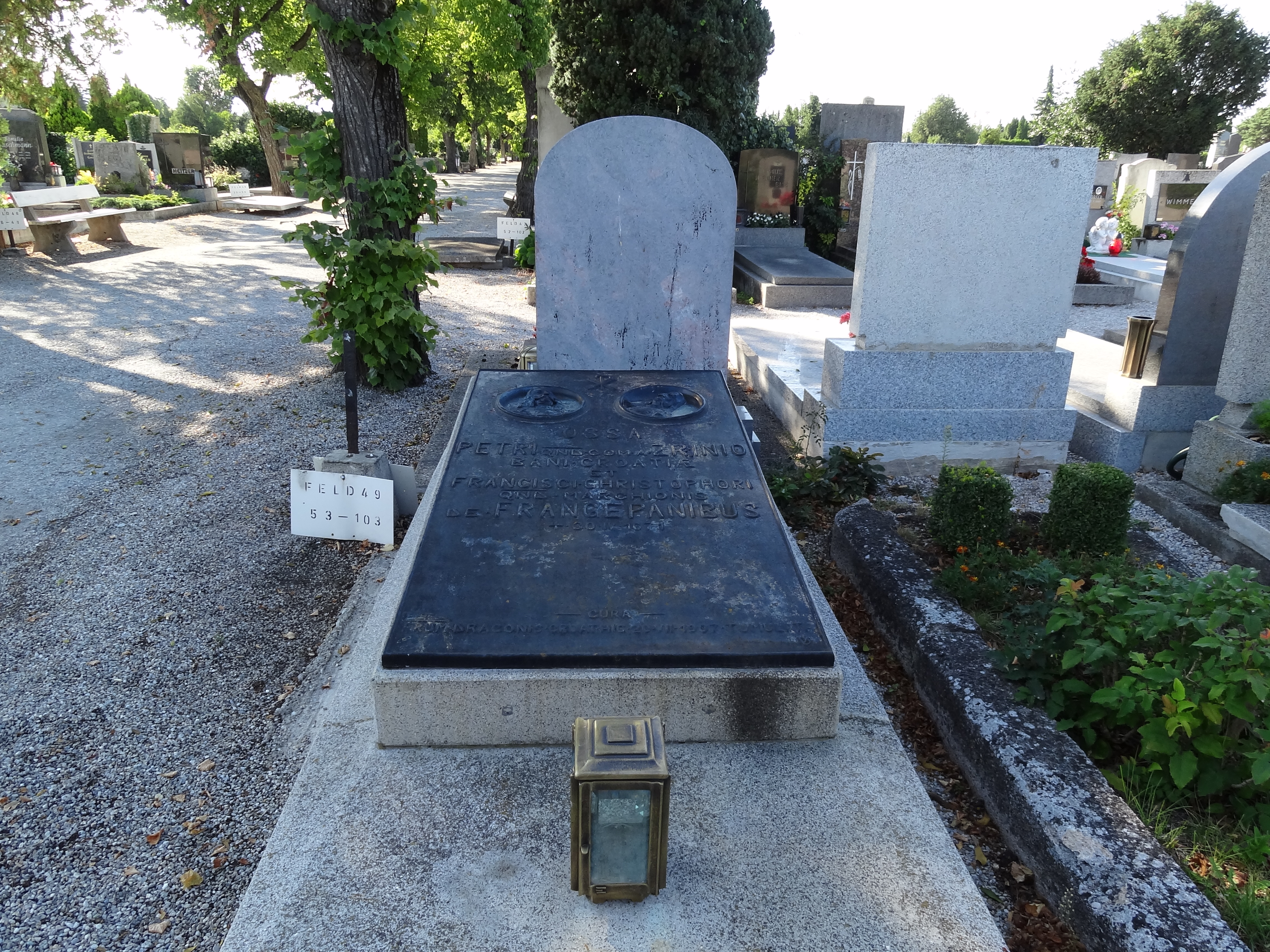
Zrínyi és Frangepán síremléke Bécsújhelyen
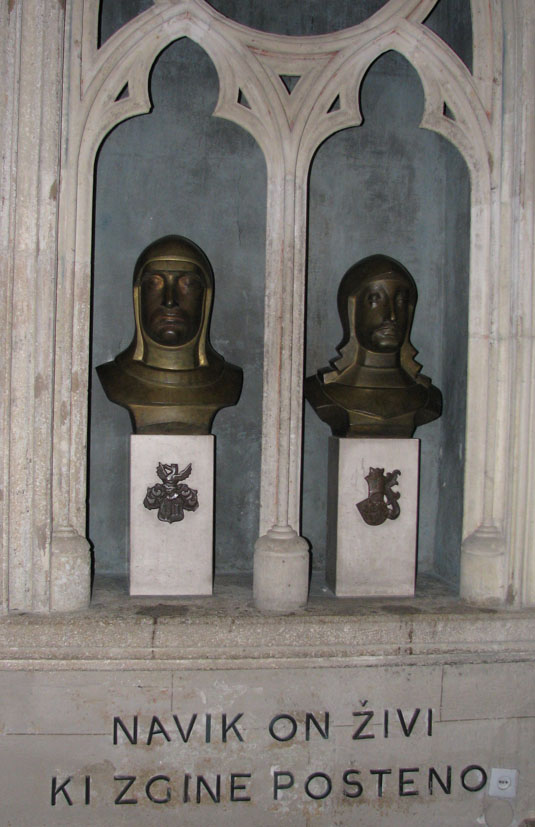
Zrínyi és Frangepán szobrai a zágrábi katedrálisban